# Annitella esparraguera
Annitella esparraguera là một loài Trichoptera trong họ Limnephilidae. Chúng phân bố ở miền Cổ bắc.